# 黃皙暎
黃皙暎（황석영，1943年1月4日—），韓國作家、小說家與社會運動家。

## 生活和創作
1943年在當時滿州國的首都新京（現在中國吉林長春）出生。
祖籍現在北朝鮮黃海道信川郡，滿州國滅亡后全家搬到平壤，1947年定居漢城（今首爾）永登浦。
1950年朝鮮戰爭爆發，深受影響。
初中讀漢城景福中學校，高中讀景福高等學校，1962年從高中退學。同年以《立石附近》得《思想界》雜誌新人文學獎，進入文壇。
大學本科讀東國大學哲學系，得文學學士學位。
1966年應召入伍韓國海軍陸戰隊服役，參加越南戰爭，深受衝擊，1969年退伍，后自從軍體驗取材，寫了短篇小說《塔》和劇本《歡迎的帆》，1970年得《朝鮮日報》新春文藝獎。
他曾感慨：「我們在冷戰中被想在遠東建立美利堅帝國的美國人送到越南，和父親的世代被日本軍隊徵兵去效命大日本帝國的大東亞共榮野心有什麼不同？」
1971年的中篇小說《客地》（或譯《出門在外》）評價頗高，日本、中國等多國都有譯介。
1974年到1984年寫作的10卷本長篇大河小說《張吉山》在中國东北吉林省延吉出台了漢譯。
短篇小說《去森浦的路》（台譯《森浦之路》）1975年由李晚熙拍成電影。
1980年的光州事件對他影響很大。
1982年他与全南大学大学生金鍾律等人创作了《献给你的进行曲》，后成为光州事件的代表性歌曲。
1983年到1987年間寫了越戰題材長篇小說《武器的陰影》。
長年參與韓國民主化運動，1989年應朝鮮文學藝術總同盟邀請，訪問朝鮮民主主義人民共和國，違反韓國《反共法》，亡命統一前的德國柏林，期間在《新東亞》《創作與批評》發表了〈訪北記〉，后居留美國紐約。
他曾會見金日成7次。
1993年回歸韓國，當即被逮捕，判決7年徒刑入獄，在獄中絕食抗議8次。
1998年3月被總統金大中釋放。
2000年發表了長篇小說《悠悠家園》（又譯《故园》《舊庭院》或《古老的庭院》），2002年東京岩波書店出日譯本。2005年，上海譯文出版社將其出版為漢譯簡體字版《故园》
2006年，中國上海譯文出版社出了《客人》漢譯本。
2007年《悠悠家園》在韓國拍成電影。
2024年，入圍布克獎。

## 與台灣
陳映真讀了日本岩波書店1986年的日語譯《客地》，請陳寧寧譯出題為《黃皙暎》的小說選集漢語版（收〈纖纖玉手〉、〈森浦之路〉、〈韓氏年代記〉、〈客地〉4篇），收進他主編的《當代世界小說家讀本》第三世界作家部份，1987年在台灣上市，多次重印。
1988年，黃皙暎應邀，首度訪問台灣，與黃春明、陳映真在台北會談（他在韓國就讀過黃春明小說的韓譯，特別指定要和黃春明會面）。
2002年，黃皙暎應台灣台北市政府文化局邀請，出任年度駐市作家，發表〈全球化架構下第三世界文學的前景〉講演，同年《悠悠家園》陳寧寧漢譯本在台北出版。

## 代表作品
- 1970年、(塔)
- 1971 (客地), (巻尺)
- 1972 (弟のために), (韓氏年代記), (敵手), (ラクダの目)
- 1973 (森浦に行く道), (夕焼けの光り), (豚の夢)
- 1974 (力士の夢)
- 1975 (北虻、遠くて寂しいところ）,
- 1977 (乱場)
- 1978 (歌客)
- 1979
- 1984 (張吉山)
- 2000 (懐かしの庭)
- 2001 (客人)
- 2001 (モレ村の子どもたち)
- 2003
- 2007 (パリデギ)
- 2008
- 2010
- 2011 熟悉的世界（낯익은 세상）(見慣れた世界)
  - 陆版 2023年5月出版预定 磨铁文化大鱼读品
- 2015 日暮时分（해질 무렵）
  - 陆版 2023年4月出版预定 磨铁文化大鱼读品

### 註腳
1. ↑  Hwang, Sok-yong. . Seven Stories Press. 2009: 540. What difference was there between my father’s generation, drafted into the Japanese army or made to service Imperial Japan’s pan-Asian ambitions, and my own, unloaded into Vietnam by the Americans in order to establish a “Pax Americana” zone in the Far East during the ColdWar?
2. ↑  김지연. . YNA. 2024-05-21.
3. ↑  . 夏潮聯合會.   [2025-05-05].
4. ↑  . 夏潮聯合會. 2002-09-25  [2025-05-05].

### 文獻
- . terms.naver.com.   [2014-01] （韩语）.